# Austria en los Juegos Olímpicos de Sankt Moritz 1948
Austria estuvo representada en los Juegos Olímpicos de Sankt Moritz 1948 por un total de 54 deportistas que compitieron en 8 deportes.  

## Medallistas
El equipo olímpico austríaco obtuvo las siguientes medallas:
| Nombre              | Deporte            | Competición  |
| ------------------- | ------------------ | ------------ |
| Oro                 |                    |              |
| Trude Jochum-Beiser | Esquí alpino       | Combinada F  |
| Plata               |                    |              |
| Franz Gabl          | Esquí alpino       | Descenso M   |
| Trude Jochum-Beiser | Esquí alpino       | Descenso F   |
| Eva Pawlik          | Patinaje artístico | Individual F |
| Bronce              |                    |              |
| Resi Hammerer       | Esquí alpino       | Descenso F   |
| Erika Mahringer     | Esquí alpino       | Eslalon F    |
| Erika Mahringer     | Esquí alpino       | Combinada F  |
| Edi Rada            | Patinaje artístico | Individual M |